# Liste der Museen im Landkreis Erlangen-Höchstadt
Die Liste der Museen im Landkreis Erlangen-Höchstadt gibt einen Überblick über aktuelle und ehemalige Museen im Landkreis Erlangen-Höchstadt in Bayern.

## Aktuelle Museen
| Gemeinde               | Name                               | Kurzbeschreibung | gegründet/ eröffnet | Träger                                                           | Standort                                   | Bild           | Link |
| ---------------------- | ---------------------------------- | --- | ------------------- | ---------------------------------------------------------------- | ------------------------------------------ | -------------- | ---- |
| Adelsdorf              | Fischereimuseum Unterer Aischgrund | Das Museum im historischen Fischhaus befasst sich mit einheimischen Fischarten und der Teichwirtschaft. Es ist Ausgangspunkt für einen Lehrpfad rund um die Teichanlage.                                                             | 1999                | Hegegemeinschaft Unterer Aischgrund                              | Neuhaus                                    |                |      |
| Adelsdorf              | Heimatmuseum                       | Die heimatkundliche Sammlung veranschaulicht die bäuerliche Lebens- und Arbeitswelt. |                     |                                                                  | !549.7134315510.8957305 49.713431 10.89573 |                |      |
| Heroldsberg            | Weißes Schloss Heroldsberg         | Das Museum führt durch die Ortsgeschichte und erinnert an die Patrizierfamilie Geuder von Heroldsberg und den fränkischen Künstler Fritz Griebel. Es finden Sonderausstellungen statt.                                               | 2017                | Verein Kulturfreunde Heroldsberg e. V.                           | Weißes Schloss                             | weitere Bilder |      |
| Herzogenaurach         | Stadtmuseum Herzogenaurach         | Das Museum zeigt Exponate zur Herrschafts-, Wirtschafts- und Bürgergeschichte sowie sakrale Kunst. Ein Ausstellungsbereich befasst sich mit der wirtschaftlichen Entwicklung der Stadt von der Tuchmacherei zur Sportschuhmetropole. | 1908                | Stadt Herzogenaurach                                             | Ehemaliges Pfründnerspital am Kirchenplatz | weitere Bilder |      |
| Höchstadt an der Aisch | Heimatmuseum Höchstadt a.d.Aisch   | Das Museum im historischen „Storchenrathaus“ informiert über die Marktgeschichte und Stadtentwicklung, Handwerk und Zunftwesen, Teichwirtschaft, Volkskunde und Volksfrömmigkeit.                                                    | 26. Mai 1929        | Stadt Höchstadt a.d.Aisch                                        | Ehemaliges Rathaus                         |                |      |
| Höchstadt an der Aisch | Spix-Museum                        | Die Ausstellung befasst sich mit dem Leben und Wirken des Naturforschers und Begründers der Zoologischen Staatssammlung München, Johann Baptist von Spix.                                                                            | 25. Juni 2004       | Stadt Höchstadt a.d.Aisch und Ritter von Spix Förderverein e. V. | Geburtshaus von Spix                       | weitere Bilder |      |
| Weisendorf             | Heimatmuseum                       | Im Museum sind Geräte aus der bäuerlichen Lebens- und Arbeitswelt, Trachten, Fahrzeuge sowie eine jagdliche Ausstellung zu sehen. | 1988                | Heimatverein Weisendorf e. V.                                    | !549.6181905510.8387035 49.61819 10.838703 |                |      |

## Ehemalige Museen
| Gemeinde   | Name               | Kurzbeschreibung                                                                            | gegründet/ eröffnet | geschlossen/ aufgelöst | Träger                            | Standort                      | Bild | Link |
| ---------- | ------------------ | ------------------------------------------------------------------------------------------- | ------------------- | ---------------------- | --------------------------------- | ----------------------------- | ---- | ---- |
| Baiersdorf | Meerrettich-Museum | Das Museum informierte über Anbau, Verarbeitung und Verwendung der Gewürz- und Heilpflanze. | 11. Apr. 1997       | 2020                   | Schamel Meerrettich GmbH & Co. KG | Ehemaliges Verwaltungsgebäude |      |      |